# 골드망물쥐
골드망물쥐(Rheomys raptor)는 비단털쥐과 목화쥐아과에 속하는 설치류의 일종이다. 코스타리카와 파나마 운무림의 해발 1300~1600m 지역에서 발견된다. 유속이 빠른 물가에서 살며, 반수생 동물이고 무척추동물과 같은 육식성 먹이를 먹는다. 적당한 개체수와 분포 지역 내의 여러 보호 지역에서 발견되기 때문에 보존 등급을 "관심대상종"으로 분류하고 있다. 그러나 숲 파괴와 물 오염 때문에 잠재적 위협 요인을 갖고 있다.